# Komorische Sprache
Die Komorische Sprache (Shikomor; Alternativbezeichnung Shimasiwa für „Sprache der Inseln“) ist neben Französisch und Arabisch eine der drei Amtssprachen der Komoren und die Muttersprache fast aller 800.000 Einwohner des Komoren-Archipels (inklusive Mayotte).
Komorisch wird seit Jahrhunderten in arabischer Schrift geschrieben. Daneben gibt es auch eine Schrift im lateinischen Schriftsystem mit 25 Buchstaben sowie 20 weiteren Kombinationen.
Das Komorische ist eng mit dem Swahili verwandt und ist im Vergleich zu diesem stärker vom Arabischen beeinflusst. Da die Komoren über viele Jahrhunderte von Seefahrern verschiedener Nationen besucht wurden, gibt es zudem viele persische, portugiesische, madagassische, englische und französische Lehnwörter.
Komorisch ist die Sprache der Nationalhymne der Komoren Udzima wa ya Masiwa.

## Dialekte
Jede Insel hat ihren eigenen Dialekt:
- Grande Comore – Shingazidja[1]
- Anjouan – Shindzuani[2]
- Mohéli – Shimwali[3]
- Mayotte – Shimaore[4]

## Beispiel
Der Artikel 1 der Allgemeinen Erklärung der Menschenrechte im Shingazidjadialekt:

„Wo  wanadamu  piya  wo  uzalwa  na  uhuriya  na  usawa  waki  undru  na  uhaki.  Wo  upwawa  ankili  na urambuzi hayizo yilazimu warwaliyane hazitrendwa na fikira zaki unanya.“

Zum Vergleich Artikel 1 im Deutschen:

„Alle Menschen sind frei und gleich an Würde und Rechten geboren. Sie sind mit Vernunft und Gewissen begabt und sollen einander im Geist der Brüderlichkeit begegnen.“